# Дашкевич Олександр Григорович
Дашкевич Олександр Григорович (нар. 4 серпня 1952) — радянський футболіст, захисник.
Виступав за команди другої (1973—1976, 1985) та першої (1977—1984) ліг першості СРСР «Динамо» Ленінград (1973, 1976—1977, 1985), «Динамо» Кіров (1974—1976), «Металург» 1978-1984).